# Pseudolimnophila lucorum
Pseudolimnophila lucorum là một loài ruồi trong họ Limoniidae. Chúng phân bố ở miền Cổ bắc.